# オーバーウォッチ チャンピオンズ・シリーズ
オーバーウォッチ チャンピオンズ・シリーズ（Overwatch Champions Series、OWCS）は、Blizzard Entertainmentが主催する『Overwatch 2』の国際的なeスポーツ大会シリーズである。
2024年にOverwatch Leagueの後継として創設され、北アメリカ（NA）、ヨーロッパ・中東・北アフリカ（EMEA）、アジア（韓国、日本、太平洋地域）、中国の4つの地域で構成されている。各地域の運営は、ESL FaceIt Group（NAおよびEMEA）、WDG（アジア）、Thunder Fire Group（中国）が担当している

## 構成
OWCSは、オープンな競技形式を採用し、地域予選を通じて国際大会への出場権を争う構造となっている。2025年シーズンでは、各地域で3つのスプリットが行われ、各スプリットの上位2チームが国際大会に進出する。国際大会には、スプリット1後の「Champions Clash」（中国・杭州）、スプリット2後の「Midseason Championship」（サウジアラビア・リヤド）、シーズン終了後の「OWCS Finals」（スウェーデン・ストックホルム）が含まれる。
地域はEMEA/NA/Asia/Chinaである（AsiaのみJapan/Korea/Pacificに別れる）

## 歴史
Overwatch Leagueの終了後、Blizzard EntertainmentはOWCSを立ち上げ、地域ごとのパートナーと連携して運営を開始した。OWCSは、フランチャイズ制からオープンな競技形式へと移行し、新興チームや既存の強豪チームが参加可能となった。2025年シーズンからは、昇格・降格制度やパートナーチーム制度が導入され、競技の多様性と持続可能性が強化された。

## パートナーチーム
2025年シーズンから、OWCSは9つのパートナーチームを発表し、これらのチームはチームパック（スキン）の収益分配を受ける権利を持つ。パートナーチームには、Crazy Raccoon（アジア・韓国）、Gen.G（EMEA）、Spacestation Gaming（北アメリカ）、T1（アジア・韓国）、Team Falcons（アジア・韓国）、Team Liquid（北アメリカ）、Twisted Minds（EMEA）、Virtus.pro（EMEA）、ZETA DIVISION（アジア・韓国）が含まれる。
またWeibo Esports(元Once again)やNTMR獲得の噂があるEvil Geniuses、REJECT等のチームも今後パートナーチームに選ばれる可能性がある

## OWCSの問題点

### 韓国チームの突出と評価のミスマッチ
まず挙げられるのが、「韓国があまりにも強すぎる」というバランスの問題である。
2025年4月に開催されたオフシーズン大会「Soop Cup」では、OWCS Koreaを5位で終えたT1が、EMEA王者および北米王者を相手に一切のマップを落とすことなく完全優勝を果たした。これは、地域ごとの「順位」がそのままチームの実力を表していないという象徴的な結果である。
また、ZETA DIVISIONはOWCS Asiaで3位となったものの、世界大会には進出できなかった。これは韓国を含むアジア地域において、地域の層が厚すぎることが逆に不利益となっている典型例だ。

### 不均衡な賞金体系と出場機会の格差
こうした構造的な格差は、賞金面にも現れている。たとえば、アジア地域で3位となったチームの賞金はわずか4,200ドル。一方、世界大会で優勝したチームには104,000ドルが支払われる。実力があっても地域内で埋もれてしまうと、ほとんど報われないのが現状だ。

### JapanおよびPacificの冷遇
韓国だけでなく、韓国に「巻き込まれる形」でJapanやPacificも大きな影響を受けている。2025年5月現在、JapanおよびPacificから世界大会に進出したチームは存在しない。地域リーグの枠組みの中で、韓国勢と競わなければならない構造自体が、平等な出場機会を妨げている。
さらに、地域リーグの開催期間が極端に短いことも問題である。Japan地域では年にわずか3回、各回およそ1ヶ月間のみの開催に留まっており、予選で敗退したチームは年間9ヶ月にわたるオフシーズンに突入することになる。これは選手にとってはモチベーションや実力証明の機会喪失を意味し、ファンにとっても年の大半にわたって推しチームの試合を観戦できないという状況を生み出している。

### 過密スケジュールの国際大会
国際大会の運営面にも課題がある。たとえば、2025年4月に中国・杭州で開催された「Champions Clash」では、わずか3日間の開催期間に1チームが1日で3試合を行うなど、選手・キャスター・ファンすべてに過度な負担がかかるスケジュールとなった。